# City University of Hong Kong

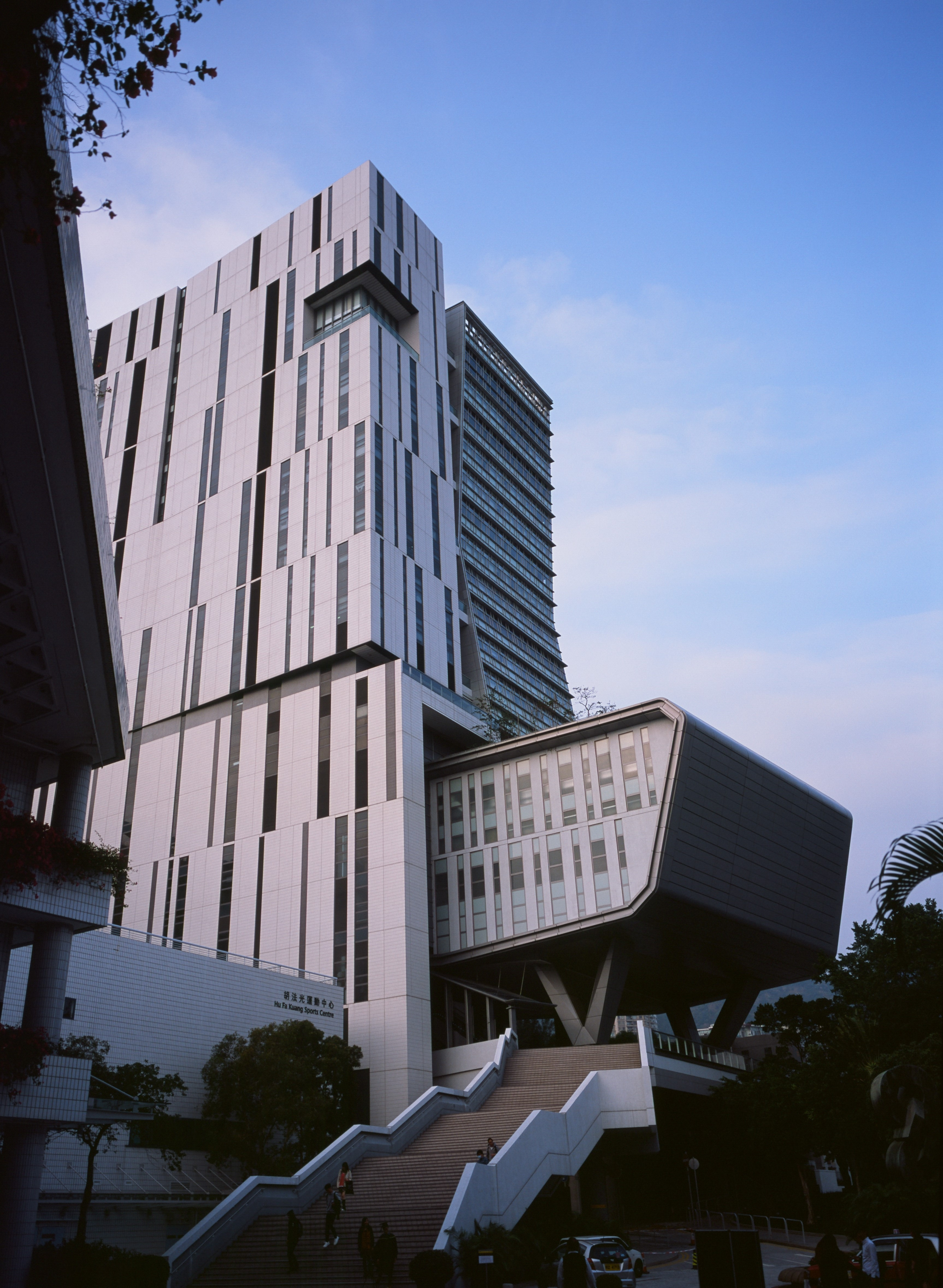
En byggnad vid City University of Hong Kong.

City University of Hong Kong är ett universitetet i Hongkong.
År 2020 hade man drygt 9 000 studenter och placerade sig på 52:e plats i QS Universitetsvärldsrankning över världens bästa universitet.